# Klorofluorougljici
Klorofluorougljici (Freoni) s kemijskom formulom CFCs plinske su tvari koje oštećuju ozonski sloj i uzrokuju stanjivanje ozonskog sloja u stratosferi, dakle povećavaju ozonsku rupu i omogućuju pojačano ultraljubičasto zračenje.
Taj je spoj razvio američki izumitelj Thomas Midgley godine 1928. CFCs se zbog njihove niske reaktivnosti koristi u sprejevima i kao rashladni plin.  Tek se kasnije otkrilo da u višim slojevima atmosfere reagira s ozonom.